# Els treballs perduts
Els treballs perduts és una novel·la de Joan Francesc Mira, publicada del 1989 per Tres i Quatre. És el primer llibre d'una trilogia que continua amb Purgatori i El professor d'història, i que s'ambienta en la Ciutat de València.
L'estructura dels llibres es basa en els clàssics de la literatura, amb un esquema semblant al dels dotze treballs d'Hèrcules. El protagonista, Jesús Oliver, lluita per conservar el seu patrimoni en una València marcada per l'especulació urbanística.